# Hypsiboas lundii
Hypsiboas lundii es una especie de anfibios de la familia Hylidae. Es endémica de Brasil.
Sus hábitats naturales incluyen bosques tropicales o subtropicales secos y a baja altitud, montanos secos, sabanas secas, ríos y plantaciones.